# 養老線管理機構
一般社団法人養老線管理機構（ようろうせんかんりきこう）は、養老線の鉄道施設・車両および、近畿日本鉄道より有償貸与されている鉄道用地を養老鉄道へ無償で貸し付けている法人。2018年（平成30年）1月1日より、養老線の第三種鉄道事業者となっている。

## 概要
2007年（平成19年）10月1日より近畿日本鉄道（当時）が第三種鉄道事業者、養老鉄道が第二種鉄道事業者となり、養老線の運営を行っていたが、養老鉄道開業以来赤字経営が続き、今後も経営環境は益々厳しくなる見通しから、養老線の運営のあり方を、近畿日本鉄道と沿線7市町が協議を重ねた結果、養老線管理機構を設立することになった。

## 沿革
- 2016年（平成28年）
  - 3月1日 - 沿線7市町、近畿日本鉄道と養老鉄道との間で、2017年度（平成29年度）中に沿線自治体が基金を拠出する法人（養老線管理機構）が第三種鉄道事業者となることで合意。
  - 5月6日 - 3月1日の合意事項について確認書の交換[1]。
- 2017年（平成29年）
  - 2月1日 - 養老線管理機構設立[2]。
  - 12月 - 養老鉄道に500万円出資[3]。
- 2018年（平成30年）
  - 1月1日 - 新事業形態へ移行する。これにより養老線管理機構が第三種鉄道事業者、養老鉄道が第二種鉄道事業者になる[4]。
  - 8月21日 - 東急テクノシステムより、東急7700系電車を15両購入することを発表。2019年（平成31年）4月27日より導入予定[5][6]。
- 2021年（令和3年） - 養老線各駅に転落防止柵の設置を計画。以降各駅で新設または改良を実施[7]。
- 2022年（令和4年）
  - 池野駅上りホームのスロープ改良[8]
  - 美濃高田駅、美濃山崎駅の駐車場を整備[9]。
- 2023年（令和5年） - 西大垣駅にバリアフリー対応スロープを新設することを発表。2026年（令和8年）に設置予定[10]。
- 2024年（令和6年）2月29日 - 国土交通大臣に、認定鉄道事業再構築実施計画の変更認定申請を行い、認定される[11]。

## 取り組み
- 「移動等円滑化」として2020年からバリアフリー化および駅構内の改良の取り組みが実施されている。
- 養老線管理機構が発足した2017年から安全確保のための取り組みが毎年実施されている。主な取り組みは以下の通り[12]。
  - 車両の定期検査の実施
  - 重要部検査並行工事の実施
  - 停車場設備の改修 - ホーム改修、転落防止柵設置など
  - 線路設備の更新 - PCまくら木化など
  - 電路設備の更新 - コンクリート柱化、電線路強化など
  - 信号保安設備の更新 - 信号用継電器、踏切用継電器の改修など
  - 変電所設備の更新 - 連絡遮断装置の設置など
  - 線路保存費（修繕）- まくら木とレール等の交換、橋梁補修、軌道整備、砕石補充等など
  - 電路保存費（修繕）- 電路・電気・信号・通信設備の補修など
  - 車両保存費（修繕）- 車輪替、車両点検整備など
  - 前照灯、車側灯、故障表示灯、駅構内などのLED化
  - 車両更新
- 養老線管理機構が発足した2017年から安全対策のための取り組みが毎年実施されている。主な取り組みは以下の通り[13]。
  - 二種三種連絡会議の開催
  - 経営トップによる現場巡視
  - 内部監査の実施
  - 教育訓練

詳細は公式サイトの「養老線管理機構について」を参照。